# Damir Krznar
Damir Krznar (Zabok, 10. srpnja 1972.) hrvatski je nogometni trener i bivši nogometaš. Trenutačno je trener mađarskog Újpesta. 

## Igračka karijera

### Klupska karijera
Pet je puta postao prvak Hrvatske. Oprostio se od karijere 2010. godine igrajući za Inter Zaprešić.

### Reprezentativna karijera
Jedini nastup za hrvatsku nogometnu reprezentaciju zabilježio je 22. travnja 1998. godine u Osijeku, u 4:1 pobjedi protiv Poljske.

## Trenerska karijera
Radio je kao pomoćnik Zoranu Mamiću u Dinamu, Al Nassru, Al Ainu i Al Hilalu.

## Priznanja

### Igračka

#### Klupska
Dinamo Zagreb
- Prva HNL (6): 1995./96., 1996./97., 1997./98., 1998./99., 1999./00., 2002./03.,
- Hrvatski nogometni kup (6): 1995./96.,  1996./97.,  1997./98.,  2000./01., 2001./02.,   2003./04.
- Hrvatski nogometni superkup (2): 2002., 2003.

### Trenerska

#### Klupska
Dinamo Zagreb
- Prva HNL (2): 2020./21., 2021./22.
- Hrvatski nogometni kup (1): 2020./21.

Celje
- 1. SNL (1): 2023./24.